# Kultura Robotnicza
Kultura Robotnicza – czasopismo społeczno-kulturalne, wydawane w Warszawie od lutego 1922 roku do maja 1923 roku przez Związek Organizacji Kulturalno-Oświatowych „Kultura Robotnicza”, pod redakcją Jana Hempla i Jerzego Herynga.
Początkowo dwutygodnik, od 1923 roku tygodnik.
Pismo powstało z inicjatywy Komunistycznej Partii Robotniczej Polski i było jej legalnym organem. Głosiło program upowszechniania kultury proletariackiej, nawiązując do założeń radzieckiej organizacji Proletkult. Zajmowało się tematyką polityczną, gospodarczą i oświatową, drukowało przekłady literatury radzieckiej i postępowych pisarzy amerykańskich. 
Współpracownikami pisma byli: Stefan Rudniański, Bruno Jasieński, Mieczysław Braun, Władysław Broniewski, Stanisław Stande, Witold Wandurski. Drukowano też utwory pisarzy obcojęzycznych, takich jak Maksym Gorki, Władimir Majakowski, Jack London, Upton Sinclair, Karol Marks.
Jego kontynuacją była Nowa Kultura (1923–1924).